# Hans Winterberg

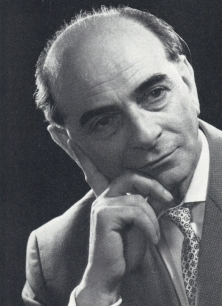
Hans Winterberg vor 1970

Hans Winterberg (* 23. März 1901 in Prag, Österreich-Ungarn; † 10. März 1991 in Stepperg, Deutschland) war ein tschechisch-deutscher Komponist.

## Leben
Winterberg war Jude deutscher und tschechischer Kultur. Er stammte aus einer jüdischen Familie in Prag. Der Vater seines Vaters Leopold (Löwi) Winterberg war Rabbiner und Kantor in Aussig und später erster Rabbiner in Prag-Žižkov. Mit neun Jahren wurde Winterberg Schüler der Konzertpianistin Therèse Wallerstein. Er studierte an der Deutschen Akademie für Musik und darstellende Kunst zu Prag Musik (Komposition bei Fidelio F. Finke, Dirigieren bei Alexander von Zemlinsky) und am Prager Staatskonservatorium bei Alois Hába. Noch im Jahrgang 1939/40 war er zeitweise Kommilitone von Gideon Klein. Seine Mutter Olga Winterberg, geboren am 3. März 1878, wurde am 30. Juli  1942 nach Theresienstadt gebracht. Am 4. August  1942 wurde sie ins Vernichtungslager Maly Trostinez deportiert und dort sofort nach der Ankunft im Gaswagen ermordet. Ein Schicksal, welches viele der näheren Verwandten Winterbergs ereilte.

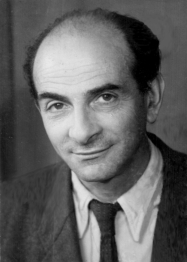
Hans Winterberg vor 1950

Längere Zeit war Hans Winterberg als Korrepetitor in Brünn und Gablonz an der Neiße, tschechisch Jablonec nad Nisou, tätig und komponierte.
Er schloss am 3. Mai 1930 die Ehe mit Maria Maschat (röm. kath.). Am 3. April 1935 wurde in Prag die gemeinsame Tochter Ruth Christine geboren. Sie war das einzige leibliche Kind Winterbergs und verstarb 2015. 1941 erhielten Mutter und Tochter die deutsche Staatsangehörigkeit und wurden ab 1942 postalisch getrennt von Hans Winterberg gemeldet. Die Ehe wurde am 2. Dezember 1944 „im Sinne des Reichsehegesetzes“ geschieden. Am 25. Januar 1945 noch wurde er als Jude im Ghetto Theresienstadt interniert. Nach eigenen Angaben war er dort unter anderen mit Alice Herz-Sommer - einer Pianistin - bekannt.
Am 8. Mai 1945 wurde er befreit und ging zunächst wieder zurück nach Prag und blieb dort noch zwei Jahre, bevor er nach München in Bayern emigrierte. In Prag entstanden nur noch wenige Werke bis zu seiner Übersiedlung nach Deutschland im Jahre 1947. Die Familie Winterberg gab bei der Volkszählung 1930 als Nationalität und Umgangssprache tschechisch an. Hans Winterberg besaß somit weiterhin die Staatsbürgerschaft der ČSR und beantragte 1946 einen Reisepass. In einem Brief vom Ministerium für Schulerziehung und Aufklärung an das Außenministerium heißt es: „Das Ministerium bestätigt, dass der Komponist Hans Winterberg eine Auslandsreise unternehmen will, um nach seinen handschriftlichen Kompositionen zu suchen, die er vor dem Weggang ins Konzentrationslager Terezin in verschiedene europäische Staaten verschickt hatte. Im Auftrag des Ministers wird deshalb empfohlen, dem Genannten einen für alle europäischen Staaten gültigen Reisepass auszugeben.“ Nach seiner letzten Ausreise blieb er in Bayern.
Er kam am 28. Januar 1948 nach Riederau (Dießen am Ammersee), zugezogen aus München vom Kapuzinerplatz 5 (Paulaner Bräuhaus), seiner ersten Meldeadresse 1947. Seine geschiedene Frau und die gemeinsame Tochter strandeten schon am 27. Dezember 1945 als Vertriebene in Ammerland (Münsing). Das Kirchdorf liegt mittig am Ostufer des Starnberger Sees rund 20 km von Riederau am Ammersee entfernt. Seine Tochter zog am 28. November 1953 in die Nähe ihres Vaters nach Dießen am Ammersee. Am 17. Juli 1955 wurde ihr Sohn Peter Kreitmeir geboren, der alleinige und heutige Rechteinhaber des künstlerischen Nachlasses von Hans Winterberg.
Winterberg wurde 1948 freier Mitarbeiter als Lektor beim Bayerischen Rundfunk und Musikpädagoge am Richard-Strauss-Konservatorium. Nach Umzügen wieder nach München und Wörthsee (Gemeinde) Ortsteil Steinebach, übersiedelte er 1969 nach Bad Tölz, wo er sich zurückgezogen ausschließlich der Komposition widmete. Trotz seiner Negativerfahrung bekannte er sich wiederholt zum Universalismus als „eine Art Brücke zwischen der Westkultur (also auch der deutschen) und der des Ostens“. Er zählte sich „als Künstler zu jener Gruppe der einseitig Benachteiligten“. Winterberg malte auch. Malerei und Musik waren die beiden künstlerischen Elemente, die schon von Kindheit an Hans Winterberg kennzeichneten. Seine letzten Lebensjahre verbrachte er ab 1981 in Stepperg/Oberbayern, wurde aber in Bad Tölz/Oberbayern beigesetzt. Bad Tölz kennzeichnete die letzten fruchtbaren Jahre seines musikalischen Schaffens.
Winterberg war Mitglied der Künstlergilde Esslingen und viermal verheiratet. Kleiner Ausschnitt aus einem einstündigen Tondokument von Hans Winterberg, aus einem Gespräch mit seiner Frau an seinem 76. Geburtstag am 23. März 1977: „Und dann noch etwas, was heißt Nationalität? Was ist denn das für ein rückständiger, verquerer Begriff!“
Hier klicken 

## Werk
Sein kompositorisches Werk umfasst fast ausschließlich Instrumentalmusik. Er komponierte Orchesterwerke, eine Vielzahl an Kammermusikstücken und Klavierwerken, Hörspielmusiken sowie Vokalmusik. Im Verlaufe seiner Entwicklung setzte er sich sowohl mit den Werken Wagners und Claude Debussys, als auch mit der Wiener Schule, den Werken Schönbergs, Alexander von Zemlinskys, Alois Hábas, Béla Bartóks und Igor Strawinskis auseinander. Er vermochte all diese Anregungen in seinen Stil zu assimilieren und weiterzuentwickeln, ohne der Dodekaphonik zu folgen.
Stilistisch demzufolge eigenständig, setzte er besonders auf Polyrhythmik, die er meisterhaft beherrschte, wobei er die zugleich ablaufenden verschiedenen rhythmischen Strukturen so verdichtete und verwob, dass eine untrennbare Einheit, ein Zusammenklang als Klangeindruck entsteht. Die Polyrhythmik hinterließ nicht nur in Klavierkonzerten und -kompositionen, sondern auch in Balletten und Orchesterwerken ihre deutlichen Spuren. Kennzeichnend neben dieser großen musikalischen Vitalität ist für sein Werk weiterhin das Festhalten an thematisch-motivischen Prinzipien bei der Melodiekonzeption und an der thematisch-motivischen Verarbeitung.

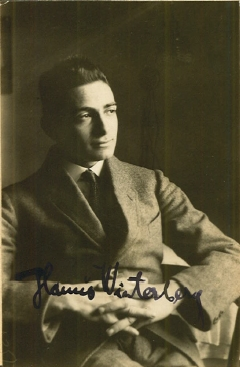
Hans Winterberg 1921

Winterberg komponierte überwiegend in erweiterter, chromatisierter Tonalität, nicht zwölftönig und nicht mikrotonal.
In seiner Kurzbiografie beschrieb Winterberg seine Stilart so: „Ursprünglich von Arnold Schönberg inspiriert, fand ich schließlich einen polyrhythmischen, polytonalen Weg.“
Als der Bayerische Rundfunk Winterbergs erste Sinfonie „Sinfonia drammatica“ mit den Münchner Philharmonikern unter Karl List sendete, bezeichnete er selbst dieses Werk als eine Vorahnung der Katastrophe des Zweiten Weltkrieges.
Ende 1954 führte die Pianistin Magda Rusy auf einer Konzertreise, unter anderem in Österreich und Jugoslawien, Klavierwerke Winterbergs auf und fand damit großen Beifall.
Besonders hervorzuheben sind eine Erstaufführung vom 13. November 1950 (Konzert für Klavier und Orchester; Agi Brand-Setterl, Klavier) und drei Uraufführungen vom 17./18. Januar 1949 in Mannheim (Sinfonia drammatica), vom 12. Februar 1952 (Suite für Streichorchester) und vom 13. Juni 1956 (Symphonischer Epilog) der Münchner Philharmoniker unter der Leitung von Fritz Rieger.
Der künstlerische Nachlass Hans Winterbergs befindet sich heute im Sudetendeutschen Musikarchiv in Regensburg. Der Nachlass war bis Juli 2015 aufgrund einer Sperrregelung im Rahmen eines Überlassungsvertrages zwischen Christoph Winterberg und dem Sudetendeutschen Musikarchiv, weder für die Öffentlichkeit noch für die Forschung zugänglich. Christoph Winterberg war der Adoptivsohn aus der vierten Ehe mit Luise Maria Pfeifer und Erbe des künstlerischen Nachlasses. Umfangreiche Recherchen und Forschungen des Enkels von Hans Winterberg, zu dessen Leben und Werk, führten zur Aufhebung der Sperrung. 2018 verstarb Christoph Winterberg. Die Verwertungs- und Nutzungsrechte wurden noch im Jahr 2017 auf Peter Kreitmeir, dem einzigen Enkel von Hans Winterberg, im Rahmen eines Vermächtnisses post mortem, übertragen.
Bis heute wird die Forderung einer bedingungslosen Herausgabe der Autographen des gesamten Musikwerkes Winterbergs, vom Sudetendeutschen Musikinstitut in Regensburg an den Urheberrechteinhaber Peter Kreitmeir, kontrovers diskutiert.
Im November 2018 erschien der erste Tonträger überhaupt – mit Kammermusik von Hans Winterberg – bei Toccata Classics in London. Seit 2021 werden die musikalischen Werke von Hans Winterberg bei Boosey & Hawkes, dem weltweit größten Spezialverlag für klassische Musik, verlegt. Als editorial board fungiert das Exilarte Zentrum der mdw – Universität für Musik und darstellende Kunst Wien unter der Leitung von Gerold Gruber. Die erste Druckausgabe erschien 2023 mit dem Werk "Sonate für Violoncello und Klavier" (1951).

### Auflistung der Werke

#### Orchesterwerke
- Symphonische Tänze für Orchester: Stimmen der Nacht. Walzer (1935)
- Symphonische Suite für Orchester (1938)
- I. Symphonie (Sinfonia drammatica) (1934)
- II. Symphonie für Orchester (1943–1946)
- III. Symphonie für Orchester (1954/55)
- I. Konzert für Klavier und Orchester (1948)
- II. Konzert für Klavier und Orchester (1950)
- III. Konzert für Klavier und Orchester (1968)
- IV. Konzert für Klavier und Orchester (1972)
- Suite für Streichorchester (1950)
- Symphonischer Epilog für großes Orchester (1952)
- Symphonische Reiseballade für großes Orchester (1958)
- Rhythmophonie 1966/67 für Orchester (1967)
- Symphonisches Rondo für Orchester (1970)
- Stationen 1974/75 (1975)
- Suite für Orchester (unvollendet) (1976)
- Arena – 20. Jahrhundert für Orchester (1979/80)

#### Ballettmusik
- Bärenabenteuer – Ballettsuite 1962
- Ballade um Pandora – Ballettmusik für Orchester
- Moor-Mythos – Ballettmusik für Orchester

#### Kammermusik
- I. Streichquartett 1936
- II. Streichquartett 1942
- III. Streichquartett 1957 / Neufassung 1970
- IV. Streichquartett 1961
- Quintett für 2 Violinen, Viola, Violoncello, Klarinette B 1981
- Trio 1950 für Klarinette in B (Violine), Violoncello, Klavier
- Trio 1960 für Violine, Bratsche und Violoncello
- Suite für Violine und Klavier 1942
- Suite für Klarinette in B und Klavier 1944
- Suite für Trompete in B und Klavier 1945
- Suite für Flöte, Oboe, Klarinette, Horn und Fagott op.30 1946

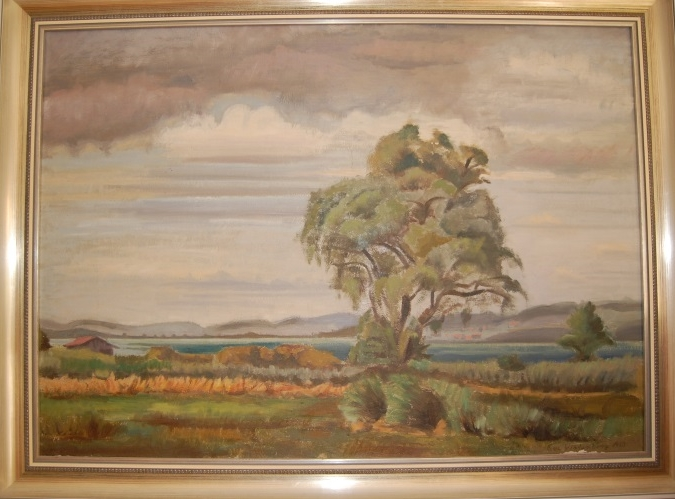
Ammersee von Norden bei Föhn, Hans Winterberg 1956, Privatbesitz

- II. Suite für Trompete in C und Klavier 1952
- Sudeten-Suite 1964 für Violine, Violoncello und Klavier
- Rhapsodie für Posaune und Klavier 1951
- Suite für Viola und Klavier 1948/49
- Sonate für Violine und Klavier 1936
- Sonate für Violoncello und Klavier 1951
- Quintett für eine Violine, zwei Klarinetten in B, ein Horn in F und Klavier 1935
- Concertino für Trompete in C, Horn in F, Posaune, Pauke und Klavier 1951
- Quintett für Flöte, Oboe, B-Klarinette, F-Horn und Fagott 1957
- Suite für Flöte, Oboe, Klarinette in B, Fagott und Cembalo 1959

#### Klaviermusik
- Klaviersonate I 1936
- Klaviersonate II 1941
- Klaviersonate III 1947
- Klaviersonate IV 1948
- Klaviersonate V 1950
- Suite für Klavier 1928
- Suite für Klavier "Theresienstadt 1945"
- Suite für Klavier 1950
- Suite für Klavier 1955
- Suite für Klavier 1956
- Suite für Klavier 1958
- Erinnerungen an Böhmen – Suite für Klavier
- Impressionistische Klaviersuite
- 7 neoimpressionistische Stücke im Zwölfton für Klavier
- Vier Intermezzi für Klavier 1929
- Toccata für Klavier 1926
- 12 Kinderstücke für Klavier zu zwei und vier Händen 1932
- Bärenabenteuer – Burleske für Klavier 1962
- Drei Klavierstücke 1984/85

#### Musik für Blechbläser
- Suite für Bläser 1972
- Turmmusik

#### Gesangswerke
- Julian der Gastfreie nach Gustave Flaubert
- Dort und hier – 4 Lieder nach Franz Werfel für Sopran und Klavier
- Sieben Lieder nach Gedichten von Franz Werfel für Sopran und Klavier
- Zwei Lieder nach eigenen Texten für Sopran und Klavier
- Vier Lieder nach Gedichten von Luise.M.Pfeifer-Winterberg für Sopran und Klavier
- Vier Lieder nach Gedichten von Roderich Menzel für Bariton und Klavier
- Kleines Mädchen träumt – 7 Frauenchöre a cappella nach Emanuel Lesehrad (ins Deutsche übertragen von Hans Winterberg)
- Reminiszenzen – Lieder für Gesang und Orchester nach eigenen Texten 1932
- Mondlied eines Mädchens – nach Franz Werfel für Gesang u. Orchester 1933

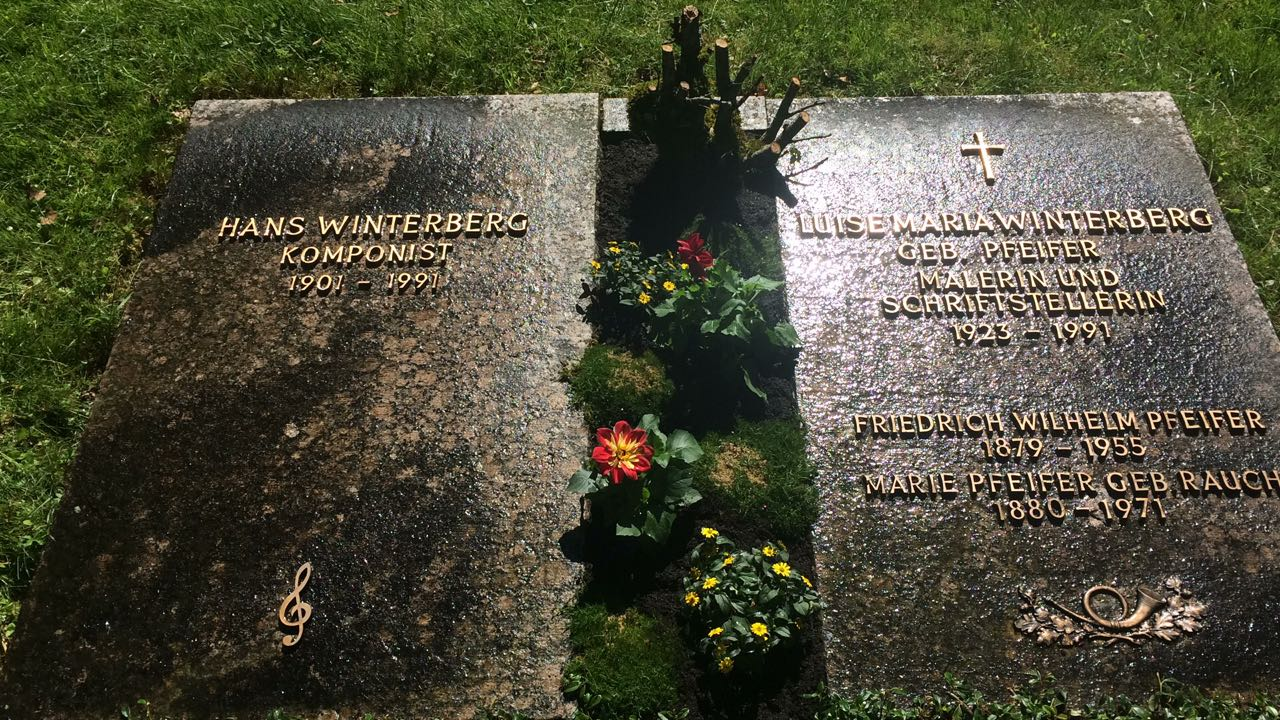
Grabstelle Winterberg, Städt. Waldfriedhof Bad Tölz, Abteilung 42, Reihe 1, Grabnummer 5–6

#### Hörspielmusik
- „Das schwedische Zündholz“ von Anton Tschechow
- „Violetts Träume“ von Heinz Kohlhaas
- „Robinson soll nicht sterben“ von F. Forster

#### Gehobene Unterhaltungsmusik
unter dem Pseudonym Jan Iwéer, Radiomitschnitte in Privatbesitz
- Nymphenburger Fontänen für Orchester
- Russische Rhapsodie für Orchester
- Arietta 1963 für Klavier und Gesang
- Trepak für Klavier
- Erinnerung an Prag für Bariton und Orchester Text: L.M.Pfeifer-Winterberg

#### Unterhaltungsmusik
unter dem Pseudonym Jan Iwéer,
Sendungsmitschnitte des Bayerischen Rundfunks
- Jan Iwéer: "Faschings-Polka"
  - Ensemble: Duo Frei - Ellersdorfer
  - Heinrich Frei (Harmonika)
  - Eduard Ellersdorfer (Gitarre)
- Jan Iwéer: "Larifari-Polka"
  - Ensemble: Duo Frei - Ellersdorfer
  - Heinrich Frei (Harmonika)
  - Eduard Ellersdorfer (Gitarre)

#### Lehrbuch
- Musiktheorie (unveröffentlicht)

#### Radiosendungen, Eigenproduktionen im Bayerischen Rundfunk 1949–1981
- Arena 20. Jahrhundert für Sinfonieorchester
  - Symphonieorchester Graunke,
  - Leitung: Kurt Graunke
  - München, Hochschule für Musik und Theater München 02.04.1981
- Ballade um Pandora. Eine choreographische Vision
  - Münchner Philharmoniker,
  - Dirigent: Rudolf Alberth
  - München, Kongreßsaal des Deutschen Museums 03.01.1959
- Konzert für Klavier und Orchester
  - Agi Brand-Setterl (Klavier),
  - Münchner Philharmoniker,
  - Dirigent: Fritz Rieger
  - München, Aula der Universität 13.11.1950
- Konzert für Klavier und Orchester Nr. 2
  - Liesel Heidersdorf (Klavier),
  - Münchner Philharmoniker,
  - Dirigent: Fritz Rieger
  - München, Kongreßsaal des Deutschen Museums 29.01.1952
- Konzert für Klavier und Orchester Nr. 3
  - Gitti Pirner (Klavier),
  - Münchner Philharmoniker,
  - Dirigent: Jan Koetsier
  - München, BR (Studio 1) 05.11.1970
- Sinfonie Nr. 1
  - Populartitel: Sinfonia drammatica,
  - Münchner Philharmoniker,
  - Dirigent: Karl List
  - München, Herkulessaal 02.06.1955
- Sinfonie Nr. 2 für großes Orchester
  - Münchner Philharmoniker,
  - Dirigent: Jan Koetsier
  - München, Kongreßsaal des Deutschen Museums 19.12.1952
- Suite für Klavier 1955
  - Maria Maschat (Klavier)
  - Tonbandaufnahme mit BR-Ansage in Privatbesitz
- Stationen 1974/1975
  - Bamberger Symphoniker,
  - Dirigent: Rainer Miedel
  - Bamberg, Kulturraum 24.09.1975
- Streichquartett 1942
  - Koeckert-Quartett,
  - Rudolf Koeckert (Violine),
  - Willi Buchner (Violine),
  - Oskar Riedl (Viola),
  - Josef Merz (Violoncello)
  - München, Seidlvilla 15.01.1951
- Streichquartett 1957 (Neufassung 1970)
  - Sonnleitner-Quartett,
  - Fritz Sonnleitner (Violine),
  - Ludwig Baier (Violine),
  - Siegfried Meinecke (Viola),
  - Fritz Kiskalt (Violoncello)
  - München, BR (Studio 3) 22.01.1971
- Sudetensuite für Violine, Violoncello und Klavier
  - Gerhard Seitz (Violine),
  - Walter Nothas (Violoncello),
  - Günter Louegk (Klavier)
  - München, BR (Studio 2) 15.06.1966
- Symphonische Reiseballade
  - Bamberger Symphoniker,
  - Dirigent: Joseph Strobl
  - Bamberg 19.09.1963
- Symphonischer Epilog
  - Münchner Philharmoniker,
  - Dirigent: Fritz Rieger
  - München, Herkulessaal der Residenz 13.06.1956
- Trio für Violine, Viola und Violoncello
  - Streichtrio,
  - Angelika Rümann (Violine),
  - Franz Schessl (Viola),
  - Wilhelm Schneller (Violoncello)
  - München, Lothstraße 08.06.1962
- 4 Lieder für Sopran und Klavier
  - Textdichterin: Luise Pfeifer-Winterberg,
  - Ich ging heute abend,
  - Leise murmelt der Regen,
  - Jede Stunde ohne dich,
  - Wie tobte der Sturm,
  - Edith Urbanczyk (Sopran),
  - Hortense Wieser (Klavier)
  - München, BR (Studio 2) 09.07.1973
- Leise murmelt der Regen für Sopran und Klavier
  - Textdichterin: Luise Pfeifer-Winterberg,
  - Irmgard Lampart (Sopran),
  - Ernst Mauss (Klavier)
  - München, BR (Studio 3) 07.01.1981
- Hörspiel: Das schwedische Zündholz (10. August 1949)
- Hörspiel: Frau Violetts Träume (26. Januar 1960)
- Hörspiel: Robinson soll nicht sterben (19. Dezember 1961)

(Quelle:)

## Auszeichnungen
- 1963 Sudetendeutscher Kulturpreis[29]
- 1964 Anerkennungspreis zum Johann-Wenzel-Stamitz-Preis

## Quelle
- Die Sudeten-Deutschen, Fritz Peter Habel, Band 1 – S. 271, Erweiterte Neuauflage 2002
- Musikarchiv der Künstlergilde e.V. Bonn (Kopie SMI), 29f., Heinrich Simbriger, Brief an Sir Cecil Parott vom 5. Januar 1975, betrifft: Deutsche Komponisten in Prag
- Werkkatalog zeitgenössischer Komponisten aus den deutschen Ostgebieten, Heinrich Simbriger 1955 und Ergänzungsbände
- Klaus Peter Koch. Winterberg, Hans. Sudetendeutsches Musikinstitut (Hg.). Lexikon zur Deutschen Musikkultur. Böhmen – Mähren – Sudetenschlesien. München 2000. Sp. 2981–2983.
- Sudetendeutsche Zeitung vom 14. Juni 1991
- Sudetendeutscher Kulturalmanach, Herausgegeben von Josef Heinrich, Delp´sche Verlagsbuchhandlung München, Heinrich Simbriger: Der Komponist Hans Winterberg – Anerkennungspreis für Musik (Komposition) 1963
- Historisches Archiv des Bayerischen Rundfunks
- 60 Jahre Münchener Philharmoniker – Verwaltung der Münchener Philharmoniker 1953
- 75 Jahre Münchner Philharmoniker – Alfons Ott 1968
- 100 Jahre Münchner Philharmoniker – Gabriele E. Meyer 1994
- Bayerischer Rundfunk – II. Programm, Mittwoch, 31. März 1965, 22:05h – Komponisten-Portrait Hans Winterberg von Alfons Ott, Bibliotheksdirektor der Münchner Stadtbibliothek
- Hans Winterberg Archiv im Exilarte Zentrum der mdw